# Ksiądz (film 1994)
Ksiądz (ang. Priest) – brytyjski dramat obyczajowy z 1994 roku w reżyserii Antonii Bird. Zdjęcia kręcono w Blundellsands, Liverpoolu, Londynie i Manchesterze.

## Treść
Młody ksiądz Greg, trafia do ubogiej parafii w Liverpoolu. Jego zwierzchnikiem jest kapłan, który nie dość, że łamie celibat sypiając z gospodynią, to jednocześnie wygłasza lewicujące kazania. Wkrótce wychodzi też na jaw sekret Grega, który od dawna ukrywa swój homoseksualizm.

## Role główne
- Linus Roache jako ojciec Greg Pilkington
- Tom Wilkinson jako ojciec Matthew Thomas
- Robert Carlyle jako Graham
- Cathy Tyson jako Maria Kerrigan
- Christine Tremarco jako Lisa Unsworth
- Robert Pugh jako pan Unsworth
- Lesley Sharp jako pani Unsworth